# Carnivores
Carnivores (с англ. — «Хищники») — игра в жанре шутера от первого лица, разработанная украинской студией Action Forms и издана американской студией WizardWorks для Microsoft Windows 30 ноября 1998. Это первая игра одноимённой серии видеоигр.

## Игровой процесс
Carnivores — игра в жанре симулятора охоты от первого лица, действие которой происходит на планете FMM UV-32, населённой динозаврами. Игрок берёт на себя роль клиента корпорации DinoHunt, предлагающей возможность поохотиться на динозавров. Цель игры состоит в том, чтобы выследить и подстрелить различные виды динозавров, используя арсенал оружия, включающий ружьё, снайперскую винтовку и лук.
Перед каждой охотой игрок выбирает локацию на планете, целевой вид динозавра, оружие и дополнительное снаряжение, такое как радар, камуфляж и нейтрализатор запаха. Во время охоты необходимо учитывать направление ветра и использовать бинокль для идентификации видов динозавров, каждый из которых обладает уникальными повадками, зонами поражения, а также остротой зрения, слуха и обоняния. Травоядные динозавры, заметив охотника, как правило, обращаются в бегство, в то время как голодные или спровоцированные хищники могут атаковать.
Количество очков за подстреленного динозавра зависит от различных факторов. Очки обычно снижаются при использовании дополнительного снаряжения, а также в случае, если подстреленный динозавр не соответствует целевому виду, выбранному перед охотой. Набранные очки открывают доступ к новым локациям и видам динозавров, в том числе опасным хищникам, таким как велоцираптор и тираннозавр. Ограниченный запас боеприпасов и необходимость незаметного передвижения добавляют сложности процессу охоты. В игре также присутствует трофейная комната, где выставляются чучела подстреленных динозавров.

## Оценки
| Сводный рейтинг       | Сводный рейтинг |
| Агрегатор             | Оценка          |
| --------------------- | --------------- |
| GameRankings          | 63,85 %         |
| Русскоязычные издания |                 |
| Издание               | Оценка          |
| «Домашний ПК»         | 19 из 20        |
| «Страна игр»          | 6,5 из 10       |